# Jean-Marc Bonnet-Bidaud
Jean-Marc Bonnet-Bidaud (né en 1950) est un astrophysicien français au Commissariat à l'énergie atomique et aux énergies alternatives (CEA). Il est aussi consultant scientifique pour le magazine Ciel & Espace. Ses recherches portent sur les derniers stades de la vie des étoiles et l'étude des astres denses de l’Univers. Il a publié de nombreux articles sur l’histoire de l’Univers et les grands problèmes de la cosmologie moderne et mène actuellement des travaux sur les racines de l’astronomie ancienne en Afrique et en Chine.
Il est responsable de la Communication pour l'Astrophysique au CEA et administrateur de l'Association française d'astronomie.

## Travaux scientifiques
Jean-Marc Bonnet-Bidaud est spécialiste de l'astrophysique des hautes énergies et de l'étude des étoiles très condensées de la Galaxie (naines blanches, étoiles à neutrons et trous noirs). Ses travaux scientifiques portent sur les phénomènes astrophysiques extrêmes observés autour de ces objets compacts.
Il a participé à l'exploration en rayons X et ultraviolet de notre galaxie à l'aide des missions spatiales européennes COS-B (1975-1982), EXOSAT, IUE, XMM et INTEGRAL.
En tant que responsable du détecteur de rayons X du premier satellite européen COS-B, il a été un pionnier dans la recherche des sources binaires à rayons X de la Galaxie avec une contribution particulière sur l'étonnante source Cygnus X-3,. Il a ensuite dirigé un groupe international pour les observations et la modélisation de la chute de matière (accrétion) sur les naines blanches fortement magnétiques.
Parmi ses articles scientifiques les plus cités figurent la découverte et l'étude collaborative d'une supernova atypique observée en 2006,, et la découverte d'abondances anormales de CNO (carbone-azote-oxygène) parmi les naines blanches magnétiques en accrétion,,.
À partir de 2009, Jean-Marc Bonnet-Bidaud participe au projet StarAcc (initialement projet POLAR) qui se propose de reproduire en laboratoire les conditions physiques analogues à celles existantes à la surface des naines blanches magnétiques grâce à l'utilisation de laser de puissance. Le projet POLAR a franchi une étape essentielle en 2016 en démontrant pour la première fois la possibilité de reproduire en laboratoire une structure d’accrétion (choc d’accrétion et zone radiative) en accord avec les prédictions numériques et les observations astrophysiques,,.
Ce résultat ouvre la voie à l’utilisation de lasers très énergétiques, comme le NIF (National Ignition Facility-USA) ou le LMJ (Laser Megajoule-France), pour atteindre des régimes radiatifs rigoureusement homothétiques à la situation astrophysique.
À terme, ces expériences devraient permettre de produire de façon fiable en laboratoire des maquettes miniatures quasi-analogues aux conditions astrophysiques réelles .

## Diffusion des connaissances
Jean-Marc Bonnet-Bidaud a été rédacteur pour l'astronomie dans la revue La Recherche de 1984 à 1992, membre du comité de rédaction du Journal du CNRS Images de la Physique de 1995 à 2000 et conseiller scientifique de la revue Ciel & Espace de 1993 à 2008.

## Médiation scientifique
Il a été également commissaire de plusieurs expositions astronomiques « Voyage au Centre de la Galaxie » (de février à mai 2009 au Palais de la Découverte), « Les mystères de l'Univers » (avec Philippe Chauvin, octobre 2009 au Trocadéro) et « Vous avez dit Univers ? » (avec Philippe Chauvin, novembre à décembre 2009, station Montparnasse).
En 2012, Jean-Marc Bonnet-Bidaud a été président du jury du Festival du Film de Chercheur.
En 2015, il est co-auteur avec Roland Lehoucq du webdocumentaire « L'Odyssée de la Lumière » qui retrace le trajet de deux particules de lumière, SOHO provenant du centre du Soleil et MAX originaire du fond diffus cosmologique. Il est commissaire de l'exposition temporaire « 2015 : l'Odyssée de la Lumière » présentée à la Cité des Sciences et de l'Industrie du 22 mars au 1er novembre 2015, à l'occasion de l'Année Internationale de la Lumière.
En 2019, il a créé, en collaboration avec ARTA et le Théâtre du Soleil, le spectacle « Le Premier Matin du Monde » qui met en scène les différents récits cosmogoniques et expose l'unité qui sous-tend les questionnements essentiels sur la création du Monde dans les différentes cultures (Chine, Afrique, Grèce, Perse, Inde, Mayas), en parallèle avec le Big Bang moderne. Ce spectacle a donné lieu à la production de séquences vidéos  et d'une exposition itinérante.

## Histoire des Sciences

### Création du CEA et du CERN
Jean-Marc Bonnet-Bidaud est l'auteur, avec le réalisateur Jérôme Blumberg, du documentaire "Géants de Science : Voir l'intérieur de la Matière" qui retrace la naissance du CEA et du CERN au travers de quatre portraits de grands physiciens qui ont été des acteurs clés de la naissance de la recherche atomique en France. Pierre Victor Auger, Bertrand Goldschmidt, Jacques Labeyrie, Georges Charpak .

### Histoire de la cosmologie
De 1993 à 2005, Jean-Marc Bonnet-Bidaud a réalisé pour la revue Ciel et Espace une série d'entretiens avec des physiciens et astrophysiciens qui ont été des acteurs majeurs de la cosmologie moderne et notamment des contributeurs importants au développement et à la critique du modèle du Big Bang. Ces entretiens avaient pour but de livrer les témoignages et les points de vue, parfois critiques, de ces scientifiques de premier plan sur le modèle cosmologique actuel. Parmi ces scientifiques figurent l'astrophysicien anglais Fred Hoyle, un des auteurs d'un modèle d'univers stationnaire (Théorie de l'état stationnaire), concurrent du Big Bang, l'étasunien Geoffrey Burbidge et l'indien Jayant Narlikar ouvertement critiques du modèle du big bang, le physicien d'origine allemande Hans Bethe, le directeur scientifique du Laboratoire national de Los Alamos où fut conçue la bombe atomique des USA, l'étasunien Allan Sandage, successeur de Edwin Hubble dans la mesure de l'expansion de l'Univers, le français Gérard de Vaucouleurs, un des principaux protagonistes d'une longue controverse sur la mesure de la constante de Hubble ainsi que le français Jean-Claude Pecker, un des "pères" de l'astrophysique française.
Avec le philosophe des sciences Thomas Lepeltier, Jean-Marc Bonnet-Bidaud a codirigé en 2012 la publication de l'ouvrage collectif Un autre cosmos ?. L'idée centrale du livre est d'inciter les chercheurs à se pencher sur des modèles cosmologiques alternatifs à celui du Big Bang.
En 2021, Jean-Marc Bonnet-Bidaud et Thomas Lepeltier ont publié l'ouvrage Big Bang - Histoire critique d'une idée
,
qui retrace la naissance et l'évolution de l'idée d'un univers en expansion évoluant à partir d'une phase chaude, à la base de la cosmologie actuelle du Big Bang. Les auteurs montrent combien cette hypothèse de base a évolué en plusieurs étapes pour aboutir au modèle actuel dit LCDM (Lambda-Cold-Dark-Matter) dans lequel 95% du contenu de l'univers reste inconnu. Une analyse critique des hypothèses à la base de ce modèle est fournie, en soulignant les difficultés actuelles,.

### Astronomie chinoise
Jean-Marc Bonnet-Bidaud est le responsable de l'étude scientifique de la plus ancienne carte d'étoiles connue, l'atlas stellaire de Dunhuang (manuscrit S.3326), un document rare trouvé en Chine le long de la route de la soie et maintenant conservé à la British Library à Londres, en Angleterre . La carte comporte l'ensemble des constellations chinoise sur la totalité du ciel visible depuis l'hémisphère nord. L'étude fournit une datation maintenant révisée vers + 650-685, placant cette carte comme contemporaine du début de la dynastie Tang et très probablement produite par le célèbre astronome chinois Li Chunfeng,,,,. Cette recherche a fait l'objet du documentaire La carte céleste de Dunhuang produit en 2009 par le CNRS-Images.
En 2017, Jean-Marc Bonnet-Bidaud a publié 4000 ans d'astronomie chinoise - Les officiers célestes
,
un livre qui présente une synthèse des découvertes astronomiques réalisées dans la Chine ancienne 
,,. Pour cet ouvrage il a reçu en 2018 le Prix Pavie de l'Académie des Sciences de l'Outre-Mer. Le livre a été traduit en chinois en 2019 
.
En 2018, il a co-écrit pour la chaine ARTE le film  Chine, l'Empire du Temps, un documentaire-fiction en deux épisodes qui retrace la rencontre de l'astronomie chinoise par les jésuites au XVIIe siècle à l'aide de reconstitutions historiques et décrit l'évolution actuelle de la Chine avec un accès à de nombreux laboratoires et installations astronomiques chinois comme le FAST, le plus grand radiotélescope du monde, mis en service en 2016.
Dans l'ouvrage  Les sciences de l'Empire du Milieu
,
paru en septembre 2023, Jean-Marc Bonnet-Bidaud poursuit son décrytage de la science chinoise,,.
Il y décrit comment les sciences chinoises ont irrigué les sciences modernes par leurs multiples inventions (soie, papier, imprimerie, poudre, boussole, acupunctiure, astronomie). Cette réussite tient au souci de maintenir l’homme en harmonie avec la Nature qui a conduit en Chine à une observation méticuleuse du réel, en dehors de tout préjugé idéologique. L'ouvrage retrace aussi comment la Chine a gardé un contact avec la science moderne malgré les difficultés politiques et décrit les avancées les plus récentes obtenues notamment dans le domaine spatial,.

### Astronomie Dogon
En collaboration avec les ethnologues Germaine Dieterlen et Jean Rouch, Jean-Marc Bonnet-Bidaud a mené en 1998 une étude à Sanga en pays Dogon qui a conduit à la découverte d'un observatoire Dogon consacré à Sirius,.
La mission scientifique est le sujet d'un reportage  et de plusieurs documentaires scientifiques par le CNRS-Images .

### Livres
- 2023: Les sciences de l'Empire du Milieu, Edition Belin, 2023  (ISBN 9782410025118)
- 2021: Big Bang - Histoire critique d'une idée, Jean-Marc Bonnet-Bidaud et Thomas Lepeltier, Edition Gallimard-Folio, 2021  (ISBN 9782072586491)
- 2017: 4000 ans d'astronomie chinoise, Edition Belin, 2017

- Prix Auguste-Pavie 2018 de l’Académie des sciences d’outre-mer
- 2013 : Histoire et philosophie des sciences collectif, sous la direction de Thomas Lepeltier, "La science chinoise" par Jean-Marc Bonnet-Bidaud, Éditions Sciences Humaines, 2013  (ISBN 9782361060398)
- 2012 : Variations sur un même ciel collectif, Aurélien Barrau, Jean-Marc Bonnet-Bidaud, Michel Cassé & 20 auteurs, Édition La Ville Brûle, 2012   (ISBN 978-2-36012-031-4)
- 2012 : Le Soleil dans la peau de  Jean-Marc Bonnet-Bidaud, Alain Froment, Patrick Moureaux, Aymeric Petit, Éditions Robert Laffont, 2012   (ISBN 2-221-13056-1) (sortie le 22 mars 2012)
- 2012 : Un autre cosmos ? sous la direction de Thomas Lepeltier et  Jean-Marc Bonnet-Bidaud, Collection Philosophie des Sciences, Édition Vuibert, 2012   (ISBN 2311007742) (sortie le 9 mars 2012)
- 2009 : Le big bang n’est pas une théorie comme les autres Jean-Marc Bonnet-Bidaud, François-Xavier Désert, Dominique Leglu, Gilbert Reinisch, Édition La Ville Brûle, 2009   (ISBN 978-2360120024)
- 2009 : Étoiles dans la nuit des temps, collectif, Édition L'Harmattan, 2009   (ISBN 978-2-296-07034-9)
- 2002 : Daniel Pontoreau collectif Jean-Marc Bonnet-Bidaud, Ann Hindry, Luc Lang, Édition Actes Sud, 2002   (ISBN 978-2-7427-3591-4)
- 1991 : L'État des Sciences sous la direction de Nicolas Witkowski, Éditions La Découverte 1991,  (ISBN 9782707120694)

### Films
- 2018 : Chine, l'Empire du Temps Documentaire-fiction, Réalisation : Cédric Condon   Auteurs : Arya Surodwidjojo et Jean-Marc Bonnet-Bidaud, Producteurs : ARTE France, Point du Jour, China Intercontinental Communication Center, Info Focus Asia, Durée : 2x52 min, Date de production : 2018.
- 2017 : Géants de Science : Voir l'intérieur de la Matière Jérôme Blumberg et Jean-Marc Bonnet-Bidaud, CNRS Images.
- 2015 : L'Odyssée de la Lumière, webdocumentaire, Jean-Marc Bonnet-Bidaud et Roland Lehoucq, CEA-Opixido
- 2009 : La carte céleste de Dunhuang Jérôme Blumberg et Jean-Marc Bonnet-Bidaud, CNRS Images
- 2008 : Enigmes de Sirius Jérôme Blumberg et Jean-Marc Bonnet-Bidaud, CNRS Images
- 2008 : Sirius, l’étoile Dogon Jérôme Blumberg (intervenant Jean-Marc Bonnet-Bidaud), CNRS Images media-FEMIS-CICT

### Podcasts
- 2012 : Variations sur un même ciel : La création Dogon sur Ciel & Espace Radio (03/12/12)
- 2009 : La carte céleste de l’empire du Milieu sur Ciel & Espace Radio (31/08/09)
- 2008 : L'énigme Sirius sur Ciel & Espace Radio (06/10/08)
- 2008 : Les fausses preuves de la relativité sur Ciel & Espace Radio (26/05/08)
- 2007 : Big Rip : le jour où l'Univers se déchirera sur Ciel & Espace Radio (27/08/07)
- 2007 : SN2006jc : un flash... et l'étoile explose !  sur Ciel & Espace Radio (13/06/07)
- 2007 : L'Univers en Laboratoire sur Ciel & Espace Radio (25/01/07)
- 2007 : La première carte en 3 D de la matière noire sur Ciel & Espace Radio (18/01/07)
- 2006 : L'énergie sombre sur Ciel & Espace Radio (21/12/06)
- 2006 : La matière noire sur Ciel & Espace Radio (21/12/06)
- 2006 : La théorie MOND sur Ciel & Espace Radio (21/12/06)